# Divino Amor
Divine Love (en portugués: Divino Amor) es una película brasileña de drama de 2019 dirigida por Gabriel Mascaro. Se proyectó en la sección de Competencia Dramática de Cine Mundial del Festival de Cine de Sundance de 2019.
Cuenta la historia de una funcionaria religiosa del registro civil que utiliza su puesto en el departamento de nacimientos, defunciones y matrimonios para intentar disuadir a las parejas de divorciarse. Joana (Dira Paes) hace todo en nombre de la santidad del matrimonio y la familia cristiana. Mientras espera un reconocimiento divino por sus esfuerzos, una crisis matrimonial propia la acerca aún más a Dios.

## Reparto
- Dira Paes como Joana
- Julio Machado como Danilo
- Teca Pereira como Mestra Dalva
- Metturo como Tony, el sacerdote en el bautismo

## Estreno y recepción
La película tuvo su estreno en los festivales de cine de Sundance y Berlín en 2019.
The Hollywood Reporter, que la consideró una de las mejores películas del festival, la describió como "una parábola muy actual". Por su parte, Variety calificó la película como "espiritual y sensual".
IndieWire la describió como una "declaración sociopolítica exuberante". La revista francesa *Le Polyester* la calificó como "audaz, sorprendente, inteligente, apasionante y, sí, absolutamente divina".
En Metacritic, Divine Love obtuvo una puntuación de 86/100.